# Streblocera insperata
Streblocera insperata är en stekelart som beskrevs av Turner 1922. Streblocera insperata ingår i släktet Streblocera och familjen bracksteklar. Inga underarter finns listade i Catalogue of Life.